# Villa Sparta

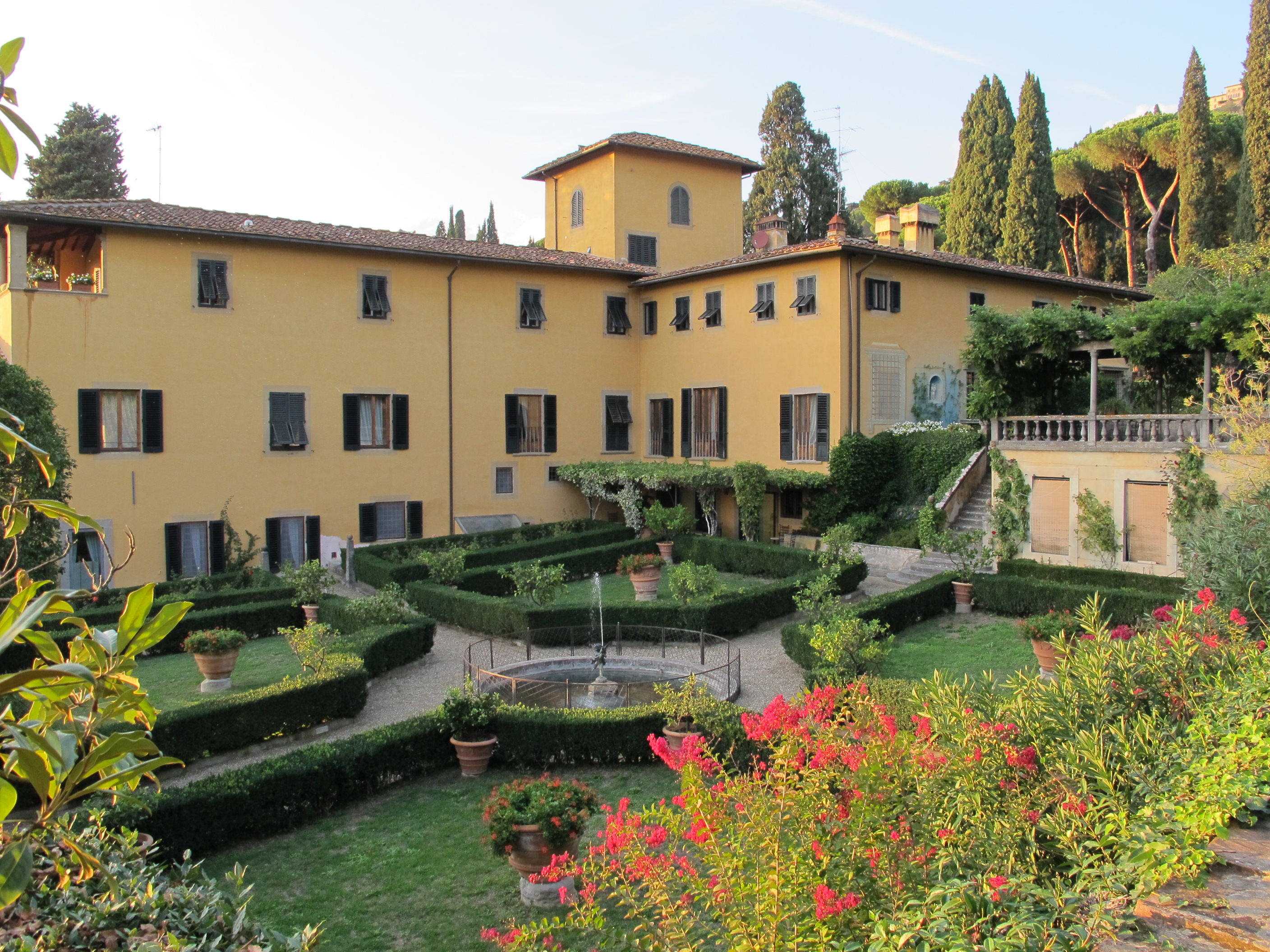
Villa Sparta, lato est

Villa Sparta, o Il Pratellino, si trova in via delle Fontanelle 21 nella frazione di San Domenico a Fiesole.

## Storia
Situata alle pendici di Fiesole, sul retro del convento di San Domenico, appartenne ai Buoninsegni poi, dal 1475, a Domenico di Bartolomeo Mori, tintore, e poi ai Del Barbigia. Nel 1523 una parte fu ceduta a Giovanni di Piero Landi, mentre l'altra restò a Dada di Antonio del Barbigia, che aveva sposato Francesco del Padovano. Nel 1602 fu interamente acquistata da Jacopo di Francesco Quaratesi, nel 1745 dai Dazzi e successivamente ai Frescobaldi.
All'inizio del Novecento fu restaurata in stile da Giuseppe Castellucci. La villa è stata soprattutto famosa per aver ospitato, dal 1933, la regina madre Elena di Romania per oltre trent'anni, durante i quali la proprietà visse il momento di maggior splendore. Lo stesso nome della villa ricorda le origini greche della regina.
Nel 1935 la regina diede incarico a Cecil Pinsent di ricreare il giardino circostante all'edificio secondo la moda del revival del giardino formale all'italiana. Più tardi, vi lavorò anche Pietro Porcinai.

## Descrizione
Attualmente, dal corpo principale della villa e dai fabbricati di servizio circostanti sono state ricavate sette distinte unità abitative. Spicca al centro la torre dell'antico "palagio dei Buoninsegni"
Si accede alla villa da un viale collegato a via delle Fontanelle (anticamente si accedeva invece da via Mantellini), fiancheggiato da un edificio degli anni venti adibito a portineria, dal muro di cinta e da un filare di cipressi, che porta al piazzale a nord della villa. Al di là dei cipressi si estende fino alla villa un terreno destinato ad olivi ed alberi da frutto. Al termine del viale si vede un edificio di servizio e la cappellina, oggi sconsacrata. Il giardino vero e proprio è disposto su vari terrazzamenti; attraverso una doppia scala curvilinea "a tenaglia", che conduce ad un percorso rettilineo tra cipressi, si giunge ad un'esedra, presso un bosco ricco di specie arboree quali pini, tigli, platani, noci americani, tassi, aceri, lecci, pioppi e cedri.
Le parti più importanti del giardino sono però quelle site ad est ed ovest. La parte orientale è articolata in due livelli; quello rettangolare superiore presenta aiuole bordate da siepi di bosso ed è ornato da un semplice pozzo; quello inferiore, quadrato, presenta una decorazione geometrica all'italiana, con spazi per gli orci delle piante di limoni e una fontana centrale, ed è circondato da un muro, dal loggiato della limonaia (sormontato da un pergolato di glicine) e dalla villa stessa.
A ovest sono presenti tre terrazzamenti collegati da scale, il più alto dei quali, tenuto a prato, è fronteggiato da una cappella; quello mediano presenta al centro un pozzo, una siepe di cipresso sagomata in alto e una doppia scalinata in basso, ornata da una fontana a muro, oltre a un prato con due magnolie e una statua a soggetto femminile in pietra; il terrazzamento inferiore è organizzato con due prati rettangolari con vialetti di ghiaia.